# Język malajski Larantuki
Język malajski Larantuki, także nagi (bahasa Nagi, Melayu Larantuka) – język używany we wschodniej części indonezyjskiej wyspy Flores, zwłaszcza w mieście Larantuka (i jego okolicach), stanowiący pochodną języka malajskiego. Jest językiem o bliżej nieokreślonej przynależności lingwistycznej. Według danych z 2007 roku posługuje się nim 20 tys. osób (kabupaten Flores Timur, prowincja Małe Wyspy Sundajskie Wschodnie). Jest rodzimym językiem grupy etnicznej Nagi. Dla niektórych pobliskich społeczności służy jako drugi język. Według szacunków z 2009 roku ma łącznie 73 tys. użytkowników.
Oprócz miasta Larantuka jego użytkownicy zamieszkują wsie Konga (również na Flores) i Wure (Wureh) (na wyspie Adonara), gdzie występują dwa różne dialekty. W literaturze jest też określany jako Ende Malay, lecz jest to mało adekwatna nazwa o niejasnym uzasadnieniu (nie odnotowano społeczności jego użytkowników w mieście Ende). Wbrew temu, co może sugerować bliskość geograficzna obu odmian, nie jest pokrewny malajskiemu Kupangu. Historycznie przypisywano mu duży prestiż (był językiem wyższego statusu we wschodniej części wyspy), ale jego rola została zredukowana pod presją języka narodowego. Wśród samych użytkowników zaczął wręcz uchodzić za odmianę języka indonezyjskiego.
Nazwa „nagi”, odnoszona do języka i grupy etnicznej, wzięła się od malajskiego negeri, oznaczającego tyle, co „miejsce narodzin”. Pochodzenie i klasyfikacja tego języka pozostają niejasne. Wykazuje cechy zarówno zachodnich dialektów języka malajskiego, jak i wariantów języka malajskiego występujących we wschodniej Indonezji. Według katalogu Ethnologue (wyd. 22) jest językiem kreolskim opartym na malajskim. W porównaniu do innych wschodnich odmian języka malajskiego odznacza się jednak własnymi cechami leksyki i fonologii. W odróżnieniu od nich nigdy nie przyjął się w roli lingua franca, ani nie doszło do jego ekspansji na niekorzyść języków lokalnych. Wykazuje wpływy słownikowe języka lamaholot. Występuje też bardzo dużo zapożyczeń z języka portugalskiego. Jego nietypowymi cechami są: mieszane konstrukcje dzierżawcze, wysoce produktywne seryjne konstrukcje czasownikowe, wykorzystujące różne pary czasowników, a także reduplikacja o charakterze częściowym bądź ze zmianami w temacie.
Cechy struktury i fonologii sugerują, że ukształtował się niezależnie od najbliższych geograficznie odmian języka malajskiego, choć w toku rozwoju przejął część ich właściwości (m.in. specyficzny szyk konstrukcji dzierżawczych – possessor-possessum z łącznikiem puN). Przypuszczalnie został przeniesiony z Półwyspu Malajskiego; niewykluczone, że stanowi wynik wymieszania się odmiany z Półwyspu Malajskiego z historyczną odmianą handlową (przebieg tego procesu nie jest jednak znany). Na jego odrębne pochodzenie wskazuje również znaczna część zasobu leksyki.
Został w pewnym stopniu udokumentowany, zebrano m.in. nieopublikowane dane gramatyczne i słownikowe (Kamus Dwibahasa..., 1975; Morfologi dan Sintaksis Bahasa Melayu Larantuka, 1985; Struktur Kata dan Struktur Frasa Bahasa Melayu Larantuka, 1993). H. Steinhauer (1991) omówił fonologię i rozwój tego języka . Do jego zapisu stosuje się pismo łacińskie, aczkolwiek w minimalnym zakresie. Piśmiennictwo jest słabo rozwinięte, ogranicza się do pewnej grupy tekstów. Uważa się, że jest zagrożony wymarciem. W szkolnictwie, środkach masowego przekazu czy sferze religijnej wykorzystywany jest język indonezyjski.

## Zaimki osobowe
Źródło: Paauw 2009 ↓, s. 167, 169
| 1. os. lp. | kita beta                    | 1. os. lmn. | (kә)toraN           |
| 2. os. lp. | (әN)ko no (m.) / oa (ż.)     | 2. os. lmn. | (әN)koraN kamu-oraN |
| 3. os. lp. | dia bicu (m.) / bica (ż.)[a] | 3. os. lmn. | doraN dәraN         |